# Actinomucor elegans
Actinomucor elegans är en svampart som först beskrevs av Eidam, och fick sitt nu gällande namn av C.R. Benj. & Hesselt. 1957. Actinomucor elegans ingår i släktet Actinomucor och familjen Mucoraceae.   Inga underarter finns listade i Catalogue of Life.